# ژانچین
ژانچین (به لهستانی:  Żanecin) یک روستا در لهستان است که در گمینا سوکوووف پودلاسکی واقع شده‌است.